# セツブンソウ
セツブンソウ（節分草、学名：Eranthis pinnatifida）は、キンポウゲ科セツブンソウ属の多年草。漢名には菟葵・莃が当てられるが、中国語ではどちらもフユアオイを指す。

## 特徴
地下に球状で径0.8-1.5cmの暗褐色をした塊茎があり、下からひげ根を出す。茎は高さ10-30cmになり、その上方に2個の茎葉が無柄で輪生する。茎葉は長さ2-2.5cm、幅3-5.5cmになり、深く羽状に切れ込み、裂片は広線形となる。根出葉は単生し、葉柄は長さ7-15cm、五角状円形で長さ幅ともに1-5cmになり、3全裂し、さらに羽状に欠刻する。
花期は2-4月。花は茎先に単生し、白色で径2-2.5cmになる。花柄は茎葉から出て長さ0.5-1cmになり、細かい絨毛がある。花弁に見えるのは花弁状の萼片で、ふつう5個あり、広楕円形で長さ1-1.5cm、幅1.5-0.8cmで先端はとがる。花弁は5-10個あり、先端は2裂し、黄色から橙黄色の蜜腺になる。雄蕊は多数あり葯は淡紫色になる。雌蕊は2-5個。果実は袋果となり、種子は径2mmになり、褐色で表面はなめらかである。

## 分布と生育環境
日本固有種。本州（関東地方以西）の特産で、石灰岩地を好む傾向があり、まばらな温帯夏緑林の林内や山すその半影地などに生育する。

## 名前の由来
和名セツブンソウは「節分草」の意で、早春に芽を出し節分の頃に花を咲かせることからこの名があるが、屋外での開花は節分より遅い。
種小名 pinnatifida は、「羽状中裂の」の意味。

## 文化
花言葉は「気品」「光輝」「微笑み」「人間嫌い」などとする文献がある。

## 種の保全状況評価
準絶滅危惧（NT）（環境省レッドリスト）
2007年8月レッドリストから。以前の環境省レッドデータブックでは絶滅危惧II類(VU)

## 種の保護等
可憐な花は人気が高く、現在は、乱獲や自生地の環境破壊によって希少植物になっている。セツブンソウの自生地として有名な場所は、栃木県栃木市（星野の里）、埼玉県小鹿野町、兵庫県丹波市(青垣町のセツブンソウ3群生地)、広島県庄原市（総領地域）、山口県岩国市などがある。

## ギャラリー
- 小さな花弁の先が2裂し、裂片の先端が黄橙色の蜜腺になっている。
花弁が5個のもの。
- 花弁が9個のもの（花弁の先が2裂するため、黄橙色の先端は18個に見える）。
- 根出葉